# Баянов, Пётр Александрович
Пётр Алекса́ндрович Бая́нов (1910, Пермский край — 16 мая 1945) — командир отделения 8-го отдельного гвардейского мотоциклетного батальона, гвардии старшина.

## Биография
Родился в 1910 году в деревне Кыласово Кунгурского района Пермского края. Русский. Образование 7 классов. Жил и работал на Дальнем Востоке.
В 1943 году был призван в Красную Армию Комсомольским райвоенкоматом Хабаровского края. С того же времени в боях Великой Отечественной войны. Воевал на 1-м Украинском, 1-м и 2-м Белорусском фронтах. Член ВКП с 1944 года. К лету 1944 года гвардии сержант Баянов — командир отделения 8-го отдельного гвардейского мотоциклетного батальона 8-го гвардейского механизированного корпуса.
В ходе Львовско-Сандомирской операции мотоциклетный батальон действовал в авангарде, ведя разведку. Гвардии сержант Баянов уже считался «специалистом по тылам врага», не раз добывал ценные сведения, приводил языков. 27 июля 1944 года в бою за город Ярослав поразил свыше 10 вражеских солдат.
Приказом по войскам 1-й гвардейской танковой армии от 29 сентября 1944 года гвардии сержант Баянов Пётр Александрович награждён орденом Славы 3-й степени.
В ходе Сандомирско-Силезской операции в начале 1945 года разведчик Баянов вновь отличился. Во время разведки в районе города Хмельник установил связь с польскими партизанами, в засаде на шоссе уничтожил штабную машину и захватил ценные сведения. В районе населенного пункта Воля Гуаговска составе разведывательной группы скрытно проник в расположение противника и вместе с бойцами уничтожил 12 солдат, 4 взял в плен. 22 января участвуя в танковом десанте, отличился в бою под городом Познань, истребив несколько противников.
Приказом по войскам 1-й гвардейской танковой армии от 21 февраля 1945 года гвардии старший сержант Баянов Пётр Александрович награждён орденом Славы 2-й степени.
Во время Восточно-Померанской операции, 14 марта 1945 года близ города Гдыня гвардии старшина Баянов с группой захвата проник в расположение противника. Будучи обнаруженными, разведчики приняли бой. Лично Баянов сразил около 10 противников, а также захватил «языка». Был представлен к награждению орденом Славы.
В начале апреля 1945 года в составе диверсионной группы в тылу врага участвовал в подрыве железнодорожного моста и полотна дороги в нескольких местах, уничтожении нескольких вкопанных танков и самоходного орудия. Был ранен, награждён орденом Красного Знамени.
В составе своего батальона участвовал в последней операции войны — битве за Берлин. Стал командиром взвода. Уже после Победы, 15 мая гвардии старшина Баянов был тяжело ранен и на следующий день, 16 мая, скончался в эвакогоспитале.
Похоронен на воинском кладбище в городе Цибенген.
Указом Президиума Верховного Совета СССР от 31 мая 1945 года за образцовое выполнение заданий командования в боях с немецко-вражескими захватчиками гвардии старшина Баянов Пётр Александрович награждён орденом Славы 1-й степени. Стал полным кавалером ордена Славы.
Награждён орденами Красного Знамени, Славы 3-х степеней, медалями.